# Skakboksning
Skakboksning er en sportsgren sammensat af tankesporten skak og kampsporten boksning. Sporten blev opfundet året 2001 af den hollandske kunstner, bokser og skakspiller Iepe Rubingh, med målet at kombinere ekstremerne inden for mental og fysisk kampsport. Den første skakbokseturnering blev afholdt 2003, hvor Iepe Rubingh selv var medarrangør og vinder under navnet "Iepe the Joker".
Et spil består a 11 runder med skiftevis skakrunde og bokserunde, 6 skakrunder a 4 minutter og 5 bokserunder a 3 minutter. Imellem alle runder er der en pause på 1 minut, hvor spillerne omstiller sig, og skakbordet flyttes ud eller ind i bokseringen. Skakrunderne spilles med skakur, hvor hver spiller har en betænkningstid på 12 minutter.
Spillet vindes af den spiller der først laver knockout eller vinder skakpartiet. Skakpartiet bliver afgjort ved skakmat eller ved udløb af tid. Udløb af tid kan først finde sted i 7. runde (4. skakrunde). Kampen vindes først og fremmest af den der vinder skakpartiet. Hvis knockout ikke finder sted og skakpartiet bliver remis bliver kampen afgjort på point fra bokserunderne. Skakboksning kan således vindes på 4 måder.

## Eksterne kilder og henvisninger
- Bonde til e5 og et hook til kæben